# Spencer Akin
Spencer Ball Akin (* 13. Februar 1889 in Greenville, Mississippi; † 6. Oktober 1973 in Leesburg, Virginia) war ein US-amerikanischer Generalmajor der US Army. Während des Zweiten Weltkrieges war er im Pazifikkrieg als Chef der Fernmeldetruppen (Signal Corps) maßgeblich am Erfolg der US-Truppen an der Rückeroberung der Philippinen sowie dem Sieg gegen das Kaiserreich Japan beteiligt und wurde hierfür mehrfach ausgezeichnet.

## Leben

### Fernmeldeoffizier und Schlacht um die Philippinen
Akin absolvierte nach dem Schulbesuch eine Offiziersausbildung und wurde danach Offizier der Fernmeldetruppe. Er nahm am Ersten Weltkrieg teil und wurde am 1. August 1935 zum Oberstleutnant (Lieutenant-Colonel) sowie am 21. August 1939 zum Oberst (Colonel) befördert. Er war von Mai 1941 bis November 1945 Chef der Fernmeldetruppen der 3. Armee (Third US Army) sowie in Personalunion zwischen November 1941 und März 1942 Chef der Fernmeldetruppen der US-Landstreitkräfte im Fernen Osten USAFFE (US Army Forces Far East) und anschließend von 1942 bis 1945 zugleich Chef der Fernmeldetruppen im Südwestpazifik SWPA (Southwest Pacific Area). Während dieser Zeit wurde er am 18. Dezember 1941 zum Brigadegeneral (Brigadier-General) befördert und war während des Zweiten Weltkrieges einer der engsten Mitarbeiter von General Douglas MacArthur, dem Oberbefehlshaber im Pazifikkrieg.
In dieser Zeit war Akin maßgeblich an der Ausstrahlung des Radioprogramms Voice of Freedom verantwortlich, dass drei Mal täglich ausgestrahlt wurde und vor der Besetzung der Philippinen am 9. Juni 1942 durch Japan die US-Truppen in Corregidor und Bataan moralisch unterstützte. Für seine militärischen Verdienste und Leistungen wurde er 1942 mit dem Distinguished Service Cross sowie dem Silver Star geehrt. Am 3. November 1943 erfolgte seine Beförderung zum Generalmajor (Major-General).
Im Laufe des Jahres 1944 erwiesen sich die fernmeldetechnischen Ausrüstungen im Pazifikkrieg als bedeutender als auf dem europäischen Kriegsschauplatz. Im November 1944 hatte der Nachrichtenverkehr im Pazifikraum einen Umfang von mehr als einer Million Nachrichten pro Tag. Zusätzlich zur Drahtkommunikation rüstete Akin eine kleine Flottille aus kleinen Wasserfahrzeugen wie Schonern, Ketschern und Schiffen ohne eigenen Antrieb mit Rundfunkanlagen aus. Zuerst fungierten diese als Relaisstationen, wurden aber bald zu vorgeschobenen Kommandoposten, Kommunikationsstandorten, Standorten für das Armeekommando- und Verwaltungsnetzwerk ACAN (Army Command and Administrative Network) und Fernmeldeversorgungsdepots. Ihre Unterstützung war so begehrt, dass Armeeeinheiten konkurrierten, um ihre Dienste zu erhalten.

### Rückeroberung der Philippinen, Kapitulation Japans und Nachkriegszeit
Akin nahm mit den US-Streitkräften wieder an der Rückeroberung der Philippinen teil und führte die stark ausgerüsteten Fernmeldetruppen an der Seite der von Generalleutnant Walter Krueger kommandierten 6. Armee (Sixth US Army) nach der Landung im Golf von Lingayen ab Januar 1945 in der Schlacht um Luzon nach Manila. Nach der Rückeroberung der Philippinen begleitete er General Douglas MacArthur von Corregidor aus bei den weiteren Kampfhandlungen gegen Japan. Dabei nutzte er die japanische Abhängigkeit der Funkkommunikation, indem er die eigenen Kommandeure über abgefangene Funkkontakte und Funksprüche informierte. So ergab sich zum Beispiel aus einer abgefangenen Nachricht, dass die japanischen Truppen einen Bombenangriff erwarteten und daraufhin den Befehl gaben, Flugzeuge von einem gefährdeten Militärflugplatz zu einem vermeintlich sicheren Ort zu verlegen. Die Heeresluftwaffe USAAF (US Army Air Forces) nutzte diese Information, um den Angriff vor der geplanten Verlegung durchzuführen und zerstörte dabei eine große Anzahl feindlicher Flugzeuge. Seine Fernmeldetruppen wurden teilstreitkräfteübergreifend genutzt. So wurde zum Beispiel das Schlachtschiff Missouri, das Flaggschiff von Admiral William F. Halsey, mit fernmelde- und nachrichtendiensttechnischen Material ausgestattet. Vizeadmiral Raymond A. Spruance, der Kommandeur der 5. Flotte (US Fifth Fleet), verfügte ebenfalls über Fernmeldespezialisten des US Signal Corps.
Nach der Kapitulation Japans am 2. September 1945 war Akin von 1945 bis 1946 Chef der Fernmeldetruppen der US-Streitkräfte im Pazifik (US Army Forces Pacific) und wurde für seine Verdienste während dieser Zeit sowohl mit dem Legion of Merit als auch der Air Medal ausgezeichnet. Nach seiner Rückkehr wurde er am 1. April 1947 zunächst Chef der Fernmeldetruppen im Kriegsministerium (US War Department), ehe er nach der ministeriellen Neustrukturierung vom 18. September 1947 bis zum 1. März 1951 Chef der Fernmeldetruppen in dem nunmehr dem neugeschaffenen Verteidigungsministerium (US Department of Defense) unterstehenden Heeresministerium (US Department of the Army) war. Am 31. März 1951 trat er in den Ruhestand.
Akin, der mit Eleanor Holt Stone Akin verheiratet war, wurde nach seinem Tod auf dem Nationalfriedhof Arlington beigesetzt.